# Elenyák György
Elenyák György (Hodermark, 1784. január 21. – Pest, 1853. szeptember 13.) piarista rendi pap, tanár, költő.

## Élete
1802. november 21-én lépett a rendbe Privigyén. 1803-ban ugyanott novícius és 1806-ig tanár volt; 1807-ben Trencsénben tanított, 1808–1809-ben Vácon a bölcselet hallgatója volt; 1810-ben Kalocsán teológiát tanult.
1811–1813-ban Pesten az elemi osztályok tanítója, 1814–1818-ig a gróf Károlyi fiúkat oktatta a bölcseletre; 1819–1820-ban ugyanazok nevelője, 1820–1823-ban a bölcselet helyettes tanára az egyetemen, 1824–1826-ban könyvtárnok a Károlyi grófoknál Pesten; 1827–1831-ben Párizsban Károlyi Ede gróf nevelője, 1832–1839-ben Pesten és Bécsben. 1840–1843-ban nyugalmazott nevelő Rómában, 1843–1853-ban Pesten.

## Művei
- Ill. ac rev. dno Ladislao Kámánházy, dum munus episcopi Vaciensis anno 1808. mense Novembri solemni ritu auspicaretur, scholae piae Vacienses obtulerunt. Vacii, 1808
- Epithalamium ad illustr. dnum l. b. Ferdinandum Horváth de Palocsa dum praenobilem Aloysiam Nagy matrimonio sibi jungeret in Tordats, die 26. Junii anno 1808. Pesthini
- Ode adm. rev. patri Martino Bolla, dum Pesthini IV. kal. Oct. 1811. junctis suorum votis renunciatus munus capesseret. Pestini
- Ode ill. dno comiti Ladislao Teleki de Szék, dum munus administratoris officii supremi comitis inclyti comitatus Simighiensis solemni ritu Kaposvarini adiret, a scholis piis oblata anno 1812. mense Martio. Uo.
- An… Herrn Franz von Eckstein… da derselbe… in den Adelstand des Königreich Ungarn erhoben surde. Uo. 1813
- Ode in obitum illustr. quondam comitis Augustini Keglevits de Buzin, comitum Károlyi de Nagy-Károly vitrici, et tutoris, cum eidem ad latus coniugis suae sepulto justa persolverentur Pesthini mense Novembri 1813
- Ode in obitum illustr. quondam comitis Elisabeth Waldstein de Wartenberg stellatae crucis ordine insignis, augustae e matrimonis familiaribus, cum eidem ill. d. Augustinus e comitibus Keglevits de Buzin coniugi suae carissimae maxima nobilium frequentia justa persolveret Pesthini mense Januario 1813. Uo.
- Ode ill. dno comiti Emmanueli Waldstein de Wartenberg comitum Károlyi de Nagy-Károly avunculo, et tutori, dum suscepto munere diem nominis sui recoleret, oblata Pesthini VIII. kal. Jan. 1814. Uo.
- Francisco I. Austriae haereditario imperatori Hungariae etc. regi apostolico etc. dum confecto bello Gallico, et pace orbi terrarum reddita triumphans Viennam rediret 16. kal. Jul. 1814. scholae piae in Hungaria, et Transilvania. Budae
- Carmen seculare, quo fundati 1715. per inclit. familiam C. Koháry de Csábrágh et Szitnya collegii Kecskemethiensis scholarum piarum memoria recolitur XII. kal. jun. 1815. Pesthini
- Seren. principi Ferdinando de Koburg-Saalfeld dum Antoniam e comitibus Koháry de Csábrágh et Szitnya sibi matrimonio jungeret Viennae IV. nonas Januarii 1816. Pesthini
- Ill dno comiti Alberto Sztáray de Nagy-Mihály, illmam comitem Franciscam Károlyi de Nagy-Károly sibi matrimonio jungeret Tót-Megyerini 16. Junii 1818. Budae.
- Tentamen publicum ex metaphysica. Pestini, 1820
- Tentamen publicum ex logica. Uo. 1820
- Cels. ac rev. dno principi Alexandro Rudnay de eadem et Divék-Ujfalu metrop. ecclesiae Strigoniensis archi-episcopo etc. dum plaudente universa Hungaria archiepiscopus, et supremus comes provinciae Strigoniensis inauguraretur Strigonii 17. kal. Jan. 1820. scholae piae in Hungaria et Transilvania. Budae
- Ode ill. dno Ludovico e comitibus Károlyi de Nagy-Károly, dum ill. comitem Ferdinandinam a Kaunitz-Rittberg sibi matrimonio jungeret 29. Julii 1822. Pesthini, 1822
- Ode honoribus ill. dni Sigismundi Szőgyényi de eadem, dum munus administratoris inclytorum comitatuum Pesth, Pilis et Solth, art. unitoram solemni ritu adiret a provincia Hungariae scholarum piarum dicata. Anno 1822. mense Januarro. Uo.
- Ode ill. ac rev. dno Francisco a Paula e comitibus de Nádasd perpetuo terrae Fogaras, et incliti comitatus Comaromiensis perpetuo comiti, dum munus episcopi Vaciensis anno 1824 die 12. Febr. solemni ritu auspicaretur, a scholis piis Vaciensibus oblata. Uo.
- Ode adm. rev., ac eximio patri Martino Bolla, scholar. piarum per Hungariam, et Transilvaniam praeposito provinciali, dum completo quinquagesimo sacerdotii sui anno secundas primitias Pesthini die 21. Aug. 1825. solenni ritu celebraret, oblata. Uo.
- Ode quam honoribus exc. ac ill. dni comitis Antonii Cziráky de eadem, et Dienesfalva, dum munus judicis curiae regiae gerere solenniter inciperet, obtulit Pesthini. Uo.
- Ode solennia coronationis Ferdinandi V. regis Hungariae apostolici die 28. Sept. 1830. Posonii peractae recolens. Budae
- Elvtan. Pest, 1840